# Eremiaphila collenettei
Eremiaphila collenettei è una specie di mantide religiosa appartenente al genere Eremiaphila.